# Eddy Pinas
Eddy Louis Pinas (Paramaribo, 10 de septiembre de 1939) es un escritor surinamés. 

## Biografía
Eddy Pinas tuvo un negocio de equipamiento eléctrico, pero en 1996 lo cerró y emigró a los Países Bajos. Su obra se distingue por su sentido de la crítica, ironía, perfil bajo y el tratamiento de elementos del lenguaje de naturaleza no poéticos. Su producción es escasa: la obra de teatro Gerda (1971), dos recopilaciones de poesía, Krawasi [Zweep] (1973, con el pseudónimo Faceless X) y Te koop wegens vertrek (1975), la historia 'Julien Colijn' parte de la antología Een pantservagen in de straten (1981) y en sranan tongo 'San pesa ini Kaneri' "[Que sucedió en Kaneri] que forma parte de la antología Nieuwe Surinaamse verhalen (1986). Pinas fue distinguido con dos premios literarios: en 1975 con el premio de literatura de Sticusa y en 1981 por su participación en la competencia 'Rondom de revolutie van 25 februari 1980'  con su relato "Julien Colijn".  
Sus trabajos han formado parte de numerosas antologías y recopilaciones de Surinam, y seis de sus poemas han formado parte del Spiegel van de Surinaamse poëzie (1995). Además, sus poesías han aparecido en el Fa yu e tron leisibakru (1997), en la edición dedicada al Caribe de Callaloo (1998) y con cierta regularidad en De Ware Tijd Literair.